# Probark
Probark (niem. Proberg) – wieś w Polsce położona w województwie warmińsko-mazurskim, w powiecie mrągowskim, w gminie Mrągowo. W latach 1975–1998 miejscowość administracyjnie należała do województwa olsztyńskiego.
Nazwa wsi ma pochodzenie pruskie, wzięła się od nazwy Jeziora Probarskiego zwanego dawniej Proborg (1414 r.).

## Historia
Probark założyli polscy ziemianie w 1471 roku. W 1468 r. zarządca wójtostwa w Szestnie, Frycz Lockwin, sprzedał Janowi Kutyłowskiemu, Stanisławowi, jego synowi, Andrzejowi i Marcinowi Smolińskim, jego bratankom, oraz Mikołajowi i Tomaszowi, jego siostrzeńcom 50 włók nad jeziorem Proborg na prawie chełmińskim. Z tych włók przeznaczono Janowi Kutyłowskiemu 20, jego synowi 10, bratankom 10 i siostrzeńcom też 10 włók. Na całości ciążył obowiązek trzech służb zbrojnych. W latach 1467–1469 kilka dóbr służebnych otrzymali tutaj Prusowie. Osiedlili się także bartnicy. W 1482 r. prokurator Szestna, Otto von Drauschwitz, nadał bartnikom prawo pruskie: mogli hodować pszczoły w puszczy należącej do Zakonu, polować i łowić ryby na własny użytek. Mieli płacić 3 rączki miodu, całą nadwyżkę obowiązani byli sprzedać na zamku w Szestnie, oddając beczkę za 2,5 grzywny. Wosk mogli sprzedawać według własnego uznania. Jeszcze w XVI w. Probark był wsią służebną.
W 1558 r. książę Albrecht nadał Tomaszowi Richterowi 12 włók w Probarku nad granicą wierzbowską. W Wierzbowie, podobnie jak w Probarku, osadzeni byli Polacy. W latach 1651–1652 Probark był wsią szlachecką, zamieszkałą przez 24 gospodarzy. W 1739 r. zbudowano we wsi szkołę, do której uczęszczało 73 uczniów, w tym 27 dzieci z Wierzbowa i 6 z Porębisk. W roku szkolnym 1765/1766 nauczał tu po polsku Johann Fridriszik. Z dokumentów wynika, że w tym czasie miał 42 lata i od 4 lat zatrudniony był tutejszej szkole. W szkole uczyło 12 chłopców i 14 dziewcząt z Probarku. W 1785 r. we wsi było 45 domów, natomiast w 1815 r. było 47 domów z 308 mieszkańcami. W 1823 r. wieś zapisano jako Proberg mit Werder („z Ostrowiem”). W 1825 r. odłączono od Probarka kolonię, zwana Nowym Probarkiem (Neu Proberg), która do 1928 r. stanowiła osobną jednostkę administracyjną (po 1949 r. – Państwowe Gospodarstwo Rolne). Z tego powodu w ciągu stulecia 1825-1925 Probark nazywano Starym Probarkiem. W 1870 r. Stary i Nowy Probark liczyły łącznie 300 mieszkańców. W 1928 roku rozróżniono ponadto Probark Górny, jako wybudowanie, zamieszkałe przez 10 mieszkańców.
W 1913 r. zbudowano szosę dojazdową, Kosewo-Probark-Bronikowo, natomiast w okresie drugiej wojny ukończono budowę drogi Probark-Jakubowo. W 1939 r. wieś liczyła 312 mieszkańców i 70 gospodarstw domowych, w tym 40 rolniczych, z których 9 miało wielkość w granicach 0,5-5 ha, 11 w granicach 5-10, 11 w granicach 10-20 ha, oraz 9 p areale 20-100 ha.
W 1973 r. do sołectwa Probark należały także: Nikutowo, Nowy Probark i Porębiska.